# Александров, Михаил Николаевич (генерал-майор)
Михаил Николаевич Александров (28 ноября 1922, Кострома — 1983) — сотрудник советских органов госбезопасности, генерал-майор.

## Биография
Михаил Николаевич Александров родился 28 ноября 1922 года в городе Костроме Костромского уезда Костромской губернии, ныне город — административный центр Костромской области. Русский.
В Рабоче-крестьянскую Красную Армию призван 31 декабря 1941 года.
С 10 июля 1943 года — оперуполномоченный отдела контрразведки «Смерш» Среднеазиатского военного округа.
С 25 января 1945 года — оперуполномоченный отдела контрразведки «Смерш» Уральского военного округа. 
С 28 ноября 1945 года — слушатель Свердловской школы Главного управления контрразведки «Смерш». После ее окончания, с 12 ноября 1946 года – в УМГБ по Костромской области.
С 1 декабря 1947 года — в МГБ Литовской ССР. Работал в Управлении «2-Н» (борьба с националистическим подпольем) МГБ и 4-м Управлении (секретно-политическом) МВД-КГБ Литвы.
С 1 ноября 1955 по 1 января 1958 года — заместитель секретаря парткома КГБ при СМ Литовской ССР.
С 7 января 1958 по 18 февраля 1959 года — заместитель начальника 3-го отделения 2-го отдела КГБ при СМ Литовской ССР.
С 18 февраля по 5 сентября 1959 года — заместитель уполномоченного КГБ при СМ Литовской ССР по г. Клайпеда.
С 5 сентября 1959 по 1 января 1960 года — старший оперуполномоченный 2-го отделения 2-го отдела КГБ при СМ Литовской ССР.
С 1 января 1960 по 16 января 1961 года — заместитель секретаря парткома КГБ при СМ Литовской ССР.
С 1 сентября 1961 по 1 декабря 1962 года — секретарь  парткома КГБ при СМ Литовской ССР.
С 1 декабря 1962 по 13 февраля 1964 года — заместитель начальника 3-го отдела 2-го Управления КГБ при СМ Литовской ССР.
В 1963 году окончил Вильнюсский государственный университет им. В. Капсукаса.
С 29 февраля 1964 по 19 июня 1968 года — заместитель заведующего отделом ЦК Коммунистической партии Литвы.
С 19 июня 1968 по 21 июля 1972 года — заместитель председателя КГБ при СМ Литовской ССР.
С 1 августа 1972 – не позднее 1975 года — начальник Управления Комитета государственной безопасности СССР по Курганской области.
В 1976—1983 годах Начальник Управления Комитета государственной безопасности СССР по Калининградской области
Михаил Николаевич Александров умер в 1983 году. 